# Malčice
Malčice es un municipio del distrito de Michalovce en la región de Košice, Eslovaquia, con una población estimada a final del año 2024 de 1485 habitantes.
Se encuentra ubicado al noreste de la región, en la cuenca hidrográfica del río Bodrog (afluente derecho del Tisza) y cerca de la frontera con la región de Prešov, Ucrania y Hungría.

## Demografía
| Año        | 1994 | 2004    | 2014     | 2024    |
| ---------- | ---- | ------- | -------- | ------- |
| Población  | 1235 | 1336    | 1501     | 1485    |
| Diferencia |      | +8,17 % | +12,35 % | −1,06 % |

| Año        | 2023 | 2024    |
| ---------- | ---- | ------- |
| Población  | 1464 | 1485    |
| Diferencia |      | +1,43 % |